# Le petit Marcel
Le petit Marcel ('El pequeño Marcel') es una película francesa dirigida por Jacques Fansten en 1975 y estrenada en 1976.

## Sinopsis
Un joven de provincia llamado Marcel hereda el camión de su padre, con el que se desplaza hasta París para trabajar en las mudanzas. Debe comenzar por regularizar sus papeles en la prefectura de policía, y a continuación encuentra un grupo de jóvenes. Allí conoce a una muchacha con la que tiene una relación. Tras varias semanas decide trabajar con la policía para señalas los problemas nocturnos de la ciudad.

## Reparto
- Jacques Spiesser como Marcel .
- Isabelle Huppert como Yvette.
- Yves Robert como el comisarioMancini.
- Michel Aumont como Taron.
- Anouk Ferjac como Marie-Paule Mancini.
- Jean Dasté como Berger.
- Maurice Bénichou como García.
- Hubert Gignoux como le maire.
- Jean Lescot como El Dantec.
- Jean-François Balmer como Pottier.
- Roland Bertin como Toutain.
- Jean-Michel Dupuis como Denis.
- Patrick Fierry como Pierrot.
- Pierre-Olivier Scotto como Bernard.